# Quartier de la Dalbade
Vieux quartier toulousain, la Dalbade s'articule, autour de l'Église Notre-Dame de la Dalbade, de la rue de la Dalbade et de la rue de la Fonderie. Le quartier est composé principalement d'habitations anciennes. Administrativement, il est aujourd'hui rattaché, avec le quartier des Carmes, au Secteur 1 de la ville de Toulouse.

## Origine du nom
Le nom Dalbade serait une forme francisée du nom du premier édifice religieux construit en ce lieu, datant du VIIe siècle et recouvert de chaux : “Notre-Dame de l’église blanche”, “de ecclesai albata”, "Santa Maria dealbata".

## Histoire
C'était un des huit capitoulats. Sa couleur était l'incarnat.
Entre le XIIe et le XIVe siècle, le quartier est marqué par une forte implantation religieuse.
Il devient un quartier parlementaire au XVe et le XVIIIe siècle.
La nuit du 10 au 11 avril 1926 est marquée par l'effonfrement du clocher de la Dalbade. Avec ses 83 mètres, c'était le plus haut de la ville.

### Capitouls
- Bertrand Nautayre, en 1436-1437
- Jean-Georges de Saliné, en 1644, et chef de consistoire en 1654
- Claude de Terlon Avocat docteur en droit capitoul en 1555

## Monuments
Des bâtiments et monuments du quartiers sont protégés au titre des Monuments Historiques dès 1875.
- Église Notre-Dame de la Dalbade

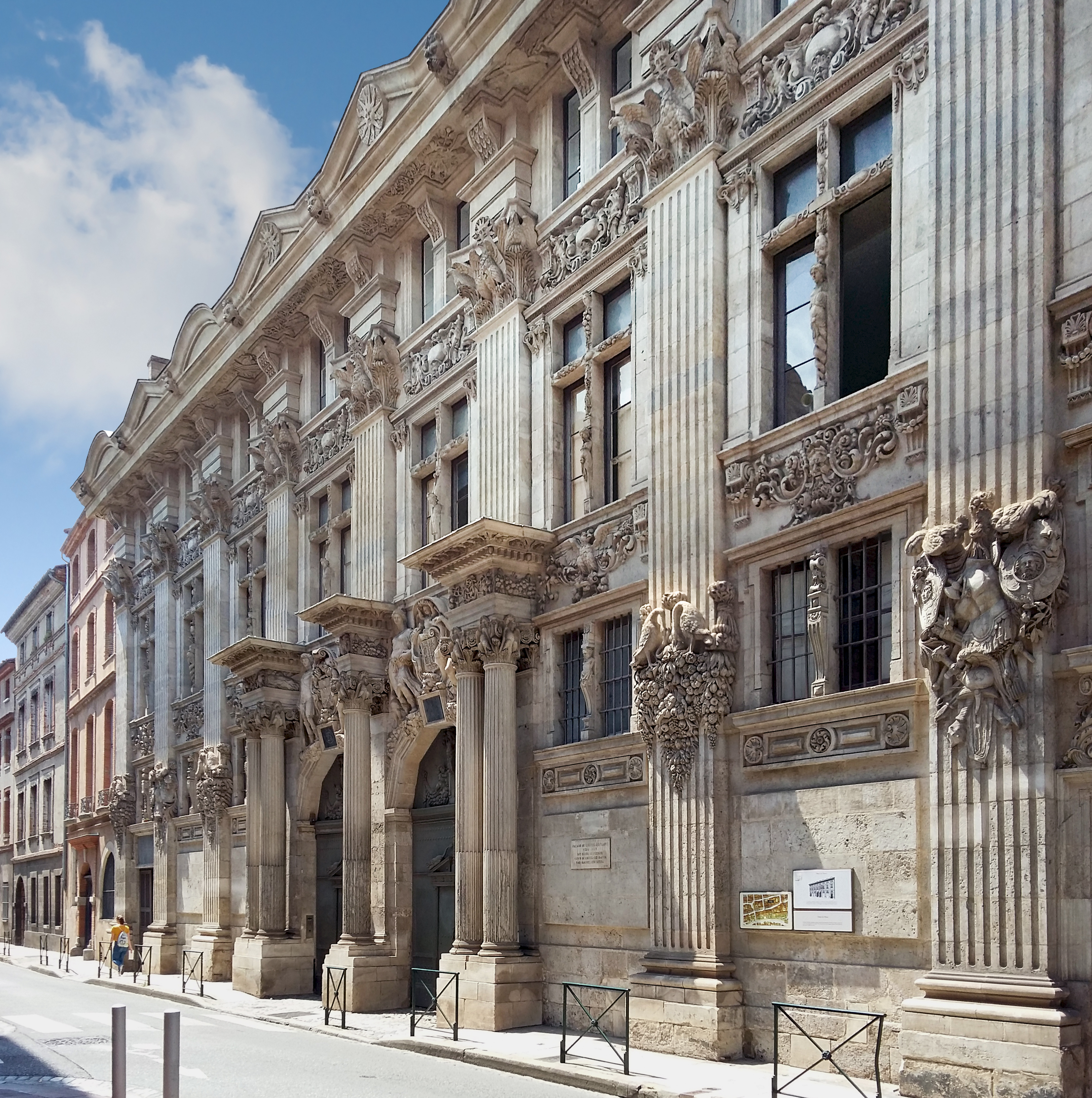
Hôtel de Bagis
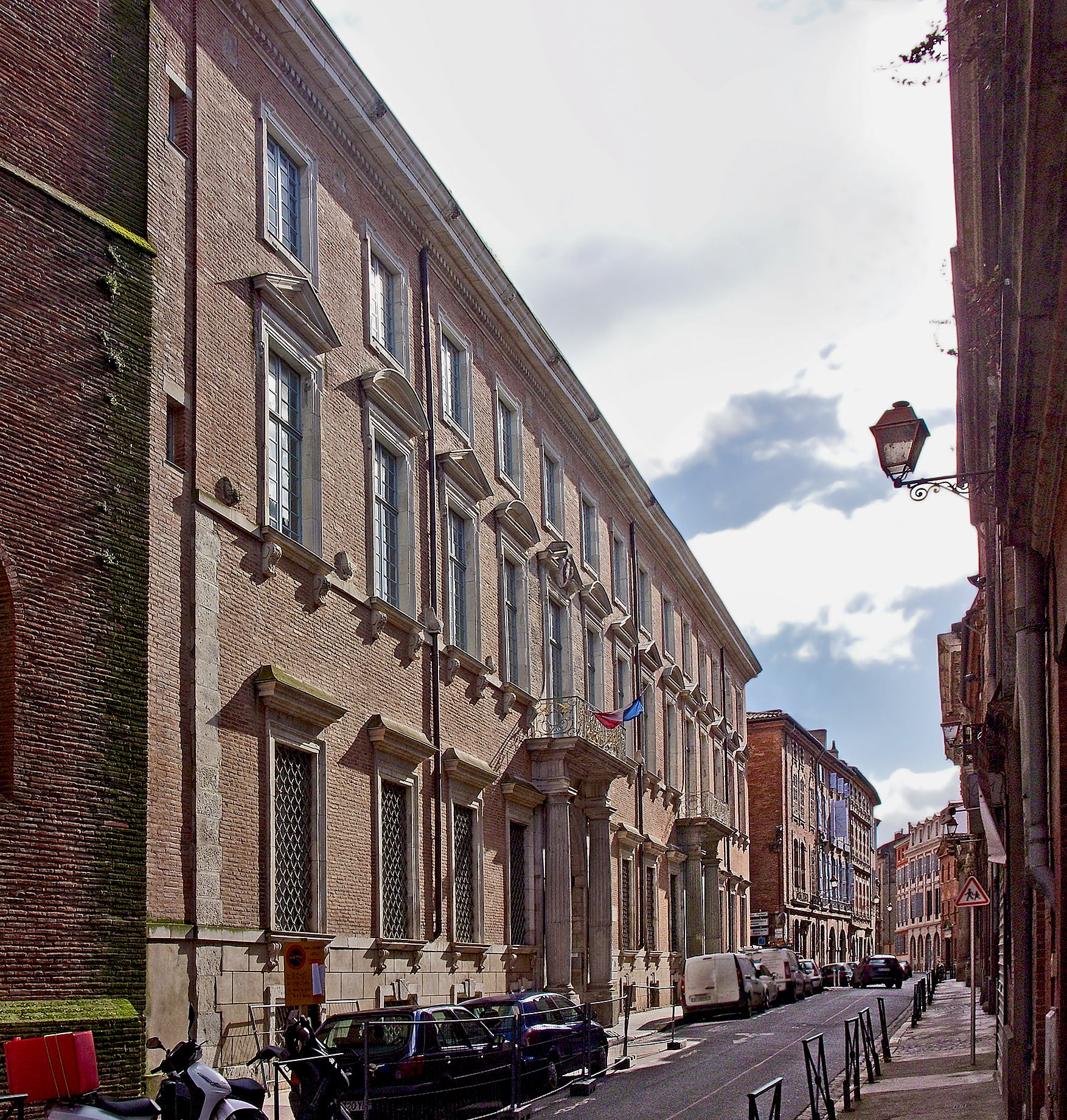
Hôtel des chevaliers de Saint-Jean de Jérusalem
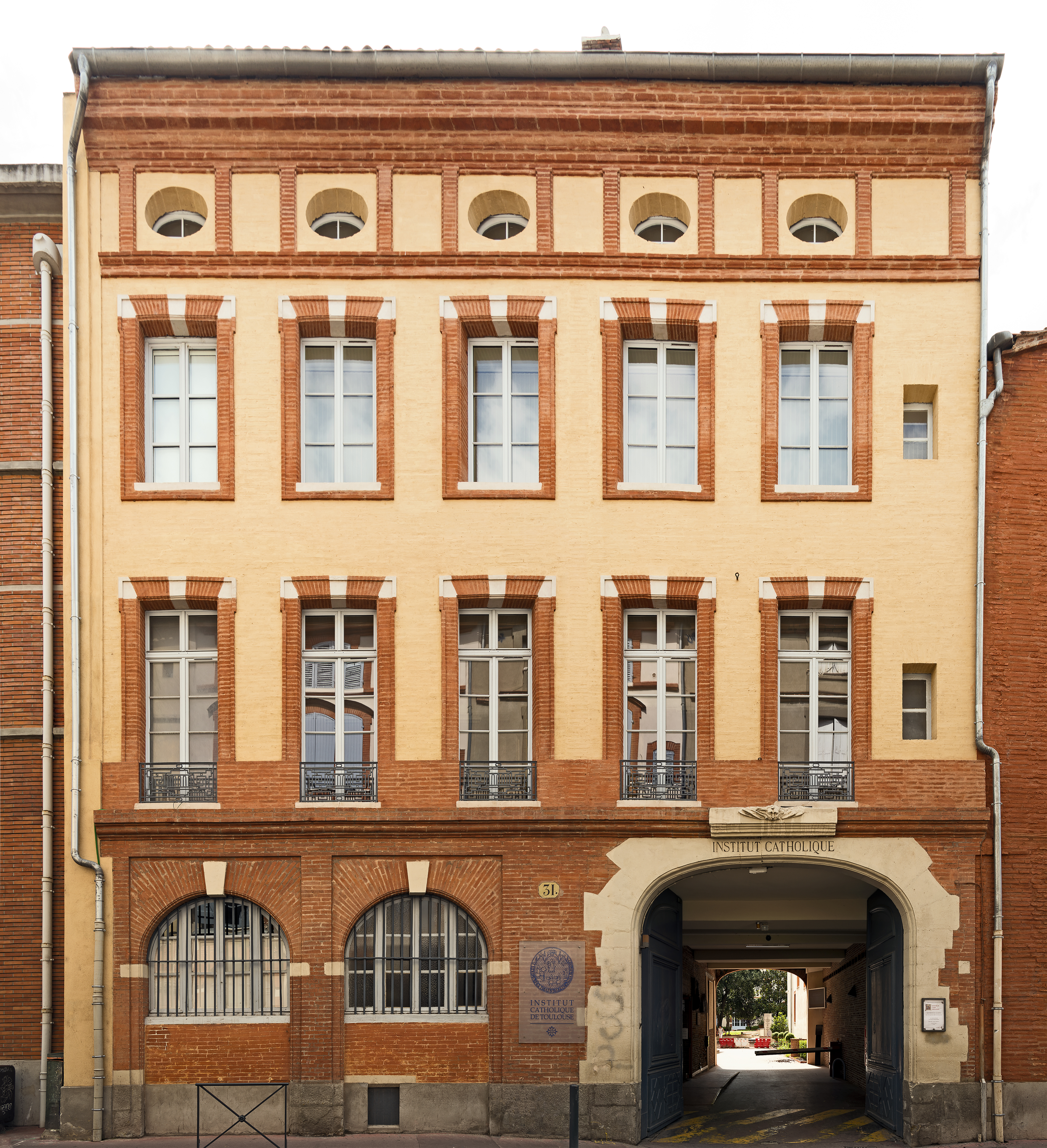
Prieuré hospitalier de Toulouse
- Institut catholique de Toulouse

- Hôtel de Bagis
- Hôtel des chevaliers de Saint-Jean de Jérusalem
- Institut catholique de Toulouse